# Volvo 7900A Hybrid
Volvo 7900A Hybrid – niskopodłogowy, przegubowy autobus miejski z napędem hybrydowym produkowany od 2013 roku przez szwedzką firmę Volvo AB m.in. w fabryce Volvo we Wrocławiu.

## Eksploatacja w Polsce

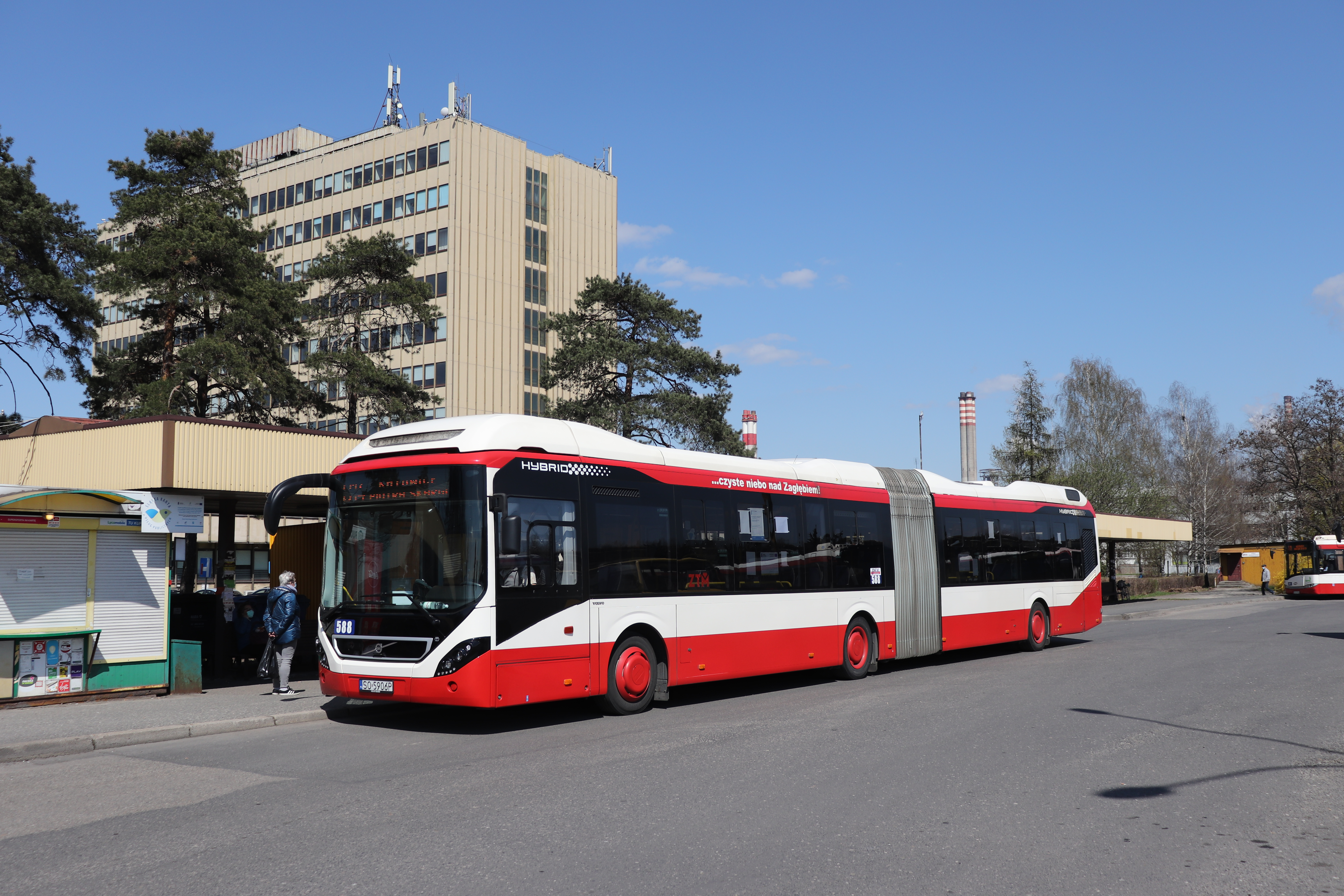
Volvo 7900A Hybrid PKM Sosnowiec w Dąbrowie Górniczej

| Miasto    | Przedsiębiorstwo | Liczba sztuk | Lata produkcji |       |
| --------- | ---------------- | ------------ | -------------- | ----- |
| Sosnowiec | PKM Sosnowiec    | 10           | 2017           | [ 3 ] |
| Kraków    | MPK Kraków       | 12           | 2018           | [ 4 ] |
| Katowice  | PKM Katowice     | 5            | 2023           | [ 5 ] |

### Sosnowiec
20 września 2016 roku PKM Sosnowiec i Volvo Bus Corporation podpisały umowę na dostawę 35 fabrycznie nowych, niskopodłogowych autobusów z napędem hybrydowym, w tym 10 przegubowych Volvo 7900A Hybrid. Pojazdy zostały dostarczone w 2017 roku. 

### Kraków
13 października 2017 roku MPK Kraków ogłosiło przetarg na dostawę 12 przegubowych autobusów hybrydowych, który zakończył się wygraną oferty Volvo Bus Corporation, opiewającej na kwotę 24 948 000 zł netto. Zakup pojazdów został dofinansowany z Regionalnego Programu Operacyjnego Województwa Małopolskiego na lata 2014-2020 w ramach Zintegrowanych Inwestycji Terytorialnych. Autobusy Volvo 7900A Hybrid zostały dostarczone w 2018 roku i przydzielone do zajezdni Bieńczyce, gdzie otrzymały numery taborowe BH084-BH095. Ich krakowska premiera odbyła się 07.10.2018 r. obok Tauron Areny Kraków.

### Katowice
Na przełomie maja i czerwca 2023 roku na zajezdnię PKM Katowice dostarczono 5 autobusów Volvo 7900A Hybrid (18-metrowe, przegubowe) i 17 autobusów Volvo 7900 Hybrid (12-metrowe). Przegubowe otrzymały numery taborowe: 1900, 1901, 1902, 1903, 1904.